# Granatäpfel
Die Granatäpfel (Punica) sind die einzige Pflanzengattung der Unterfamilie der Punicoideae innerhalb der Familie der Weiderichgewächse (Lythraceae). Ihr werden nur zwei Arten zugerechnet. Sorten des Granatapfelbaumes (Punica granatum) werden als Obstbaum und Zierstrauch verwendet, sein natürliches Verbreitungsgebiet liegt in Europa und Asien. Die zweite Art, der Sokotra-Granatapfel, wächst ursprünglich nur auf der Inselgruppe Sokotra im Indischen Ozean.

## Beschreibung

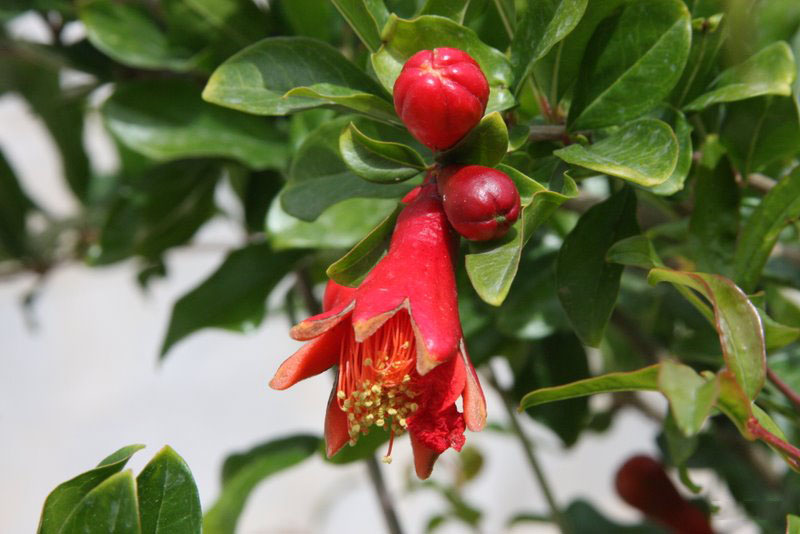
Granatapfel (Punica granatum)

Granatäpfel sind sommergrüne, dicht verzweigte und dornige Sträucher oder kleine Bäume mit kantigen Zweigen. Die Laubblätter stehen gewöhnlich gegenständig, an Kurztrieben rosettig. Die Blattspreite ist einfach und ganzrandig. Es werden keine Nebenblätter gebildet.
Die Blüten stehen in Büscheln aus einer bis fünf Einzelblüten in den Blattachseln oder endständig. Die fünf bis acht dreieckigen und fleischigen Kelchblätter bleiben bis zur Fruchtreife erhalten. Die fünf bis sieben Kronblätter sind dachziegelig. Es wird eine große Zahl von Staubblättern gebildet. Neun Fruchtblätter sind zu einem unterständigen, mehrkammerigen Fruchtknoten verwachsen. Jede Blüte enthält einen kurzen Griffel.
Als Früchte werden mehr oder weniger kugelige, 6 bis 8 Zentimeter dicke Beeren mit ledriger gelber, roter oder rotbrauner Fruchtwand gebildet. Die Früchte enthalten zahlreiche kantige Samen mit einer saftigen äußeren und einer ledrigen, festen inneren Schale.

## Verbreitung und Standortansprüche
Die Gattung besteht aus zwei Arten, der Granatapfel (Punica granatum) ist von Südost-Europa bis zum Himalaja verbreitet, der Sokotra-Granatapfel (Punica protopunica) ist auf der Inselgruppe Sokotra im Indischen Ozean endemisch.

## Systematik
Die Granatäpfel sind die einzige Gattung in der Unterfamilie Punicoideae, die zur Familie der Weiderichgewächse (Lythraceae) gerechnet wird. Bisher wurde die Gattung einer eigenen Familie Punicaceae zugeordnet.
Der Gattung werden zwei Arten zugerechnet:
- Granatapfel (Punica granatum L.)
- Sokotra-Granatapfel (Punica protopunica Balf.f.)[2]

## Verwendung
Eine Art, der Granatapfel, wird wegen seiner Früchte als Nutzpflanze verwendet, aufgrund der dekorativen Blüten auch als Zierpflanze.